# São João Baptista (galeone)
Il São João Baptista (it. "San Giovanni Battista") fu un galeone portoghese da guerra costruito nel XVI secolo, ipoteticamente nel 1531 o 1532. È considerato la più grande e potente nave da guerra del suo tempo.
Le testimonianze del tempo (lacunose) le attribuiscono un armamento in cannoni di 80-200 pezzi, dato che gli valse il soprannome di Botafogo (it. "buttafuoco" o "sputafuoco").

## Storia
Il Botafogo era in servizio nell'Oceano Atlantico nel 1532, quando scortò una Armada lusitana verso la Guinea al comando di Duarte Coelho Pereira.

Tre anni dopo, il galeone era in uso nel Mar Mediterraneo, dove divenne famoso durante la Conquista di Tunisi (1535). In questo fatto d'armi il Botafogo era al comando dell'Infante Luís, Duca di Beja, fratello di Giovanni III del Portogallo e cognato di Carlo V del Sacro Romano Impero. E fu quest'ultimo che chiese al Portogallo di mandargli in aiuto il São João Baptista per sfondare le difese di Tunisi. Secondo le relazioni dell'epoca, fu proprio il rostro  del Botafogo che spezzò la catena che chiudeva l'accesso al porto della Goletta, permettendo così alla flotta cristiana di entrare nella città di Tunisi.

Nel 1550, il Botafogo scortò una Armada diretta in Brasile. Fu il suo ultimo viaggio: l'anno dopo, a Pernambuco, fu smantellato ed il governatore Tomé de Sousa ne utilizzò l'artiglieria, le munizioni e le componenti metalliche per armare la milizia coloniale.
Un membro dell'equipaggio del galeone, di nome João Pereira de Sousa, nobile della città di Elvas, divenne famoso per l'artiglieria della nave, per la quale si guadagnò il soprannome di "Botafogo" che inserì nel suo cognome, passandolo ai discendenti. Più tardi, quando si stabilì in Brasile, la corona portoghese gli diede la terra vicino alla baia di Guanabara, area poi nota come "Botafogo" dal nome della famiglia proprietaria. Queste terre formavano l'attuale quartiere Botafogo della città di Rio de Janeiro, sede dell'omonimo club sportivo.